# Tuttlingen
Tuttlingen là một thành phố của bang Baden-Württemberg, thủ phủ của huyện Tuttlingen.

## Thành phố kết nghĩa
- Battaglia Terme, Ý
- Bex, Thụy Sĩ
- Bischofszell, Thụy Sĩ
- Draguignan, Pháp
- Waidhofen an der Ybbs, Áo
- Salford, Anh